# Ūkio Bankas
La Ūkio Bankas è stata una banca commerciale lituana situata a Kaunas e fondata da Vladimir Romanov che ne era anche il maggiore azionista. La Ūkio Bankas era considerata la quinta banca più grande e antica della Lituania. Fu chiusa nel febbraio 2013 dalle autorità bancarie con molte delle sue attività e passività trasferite a Šiaulių bankas e il titolo fu rimosso dalla borsa lituana.
Ūkio bankas fu associata al riciclaggio di denaro noto come ŪkioLeaks o Troika Laundromat.

## Storia

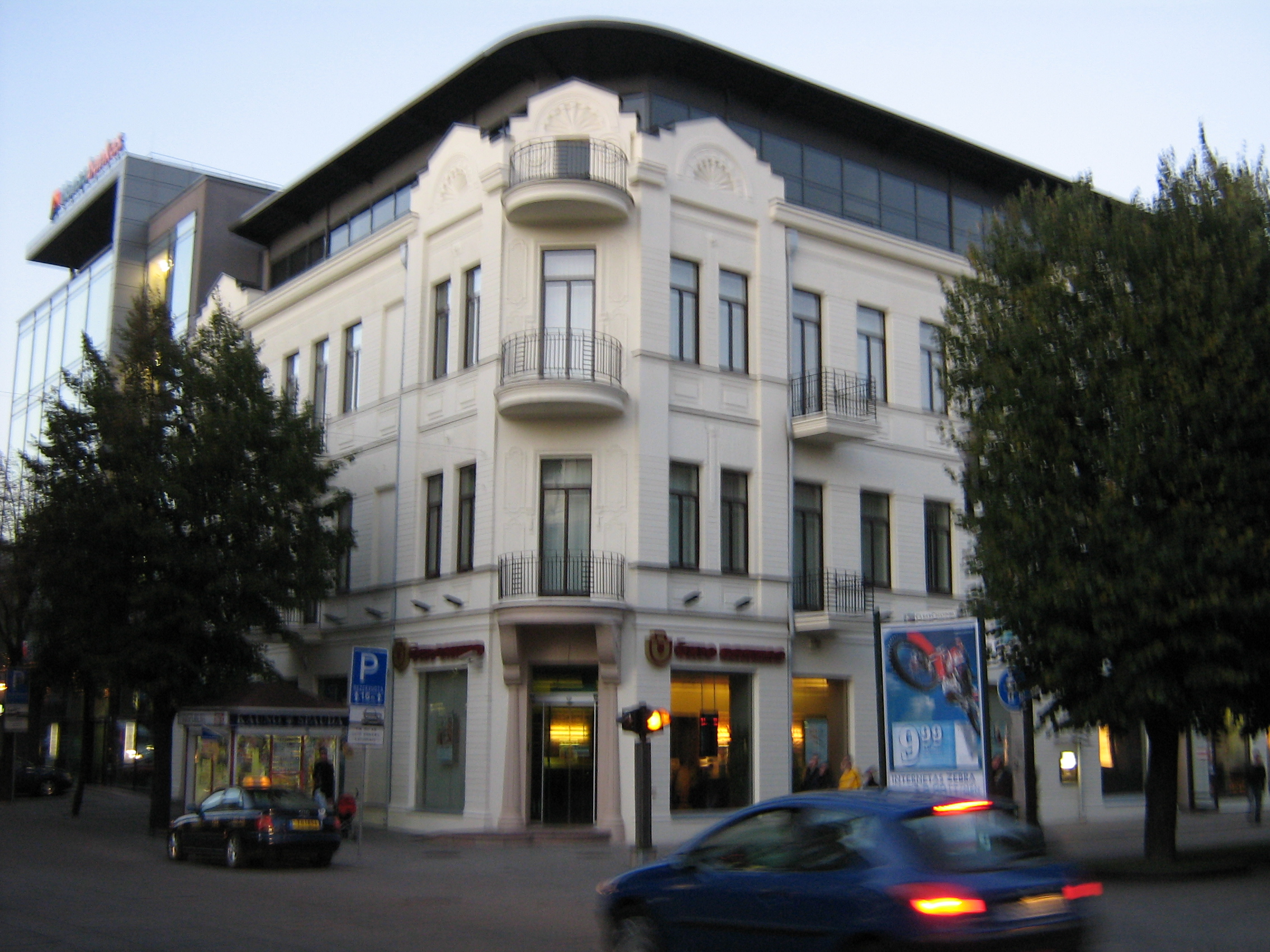
La sede della Ukio Bankas a Laisvès Alèjà

Dopo averla fondata nel 1986, Vladimir Romanov, un imprenditore che aveva fatto fortuna nell'industria pesante e nell'industria tessile ed era anche attivo nel mondo dello sport, nell'ottobre 2006 decise di vendere le sue azioni alla GE Money, società facente parte della General Electric. Come altre banche, Ūkio Bankas aveva sofferto gli effetti della stretta creditizia e il 26 agosto 2008 l'agenzia di rating Standard & Poor aveva declassato lo status della banca da stabile a negativo.
Nell'agosto 2008 la banca venne dichiarata non stabile e quindi a rischio. Tanto più che il suo nome era stato associato al riciclaggio di denaro. Il 22 novembre 2011 l'Organized Crime and Corruption Reporting Project (OCCRP) segnalò la banca come la macchina russa per il riciclaggio per finanziare le armi russe di Al-Shabaab costruite dall'Ucraina e i militanti pro Cremlino del Sud Sudan che a loro volta ottenevano armi dall'Ucraina.
Nel febbraio 2013, emerse che la banca aveva una scarsa qualità degli asset, una debole gestione del rischio e la mancanza di dati operativi adeguati. Emerse inoltre che la banca aveva ignorato la raccomandazione della Banca centrale lituana di ridurre i rischi operativi. Il 12 febbraio la Banca di Lituania, ai sensi dell'art. 76 della Legge sulle banche della Repubblica di Lituania (la “Legge sulle banche”) annunciò una limitazione parziale e temporanea delle attività (la “Moratoria”) di AB Ūkio bankas. [24] Ukio fu rimossa dalla borsa lituana alla fine del mese, [25] con molte delle sue attività e passività trasferite a Šiaulių bankas.  E poi venne chiusa.
Nel 2014, la Russia ha concesso asilo politico agli ex azionisti di due banche, entrambe finanziariamente deboli, Snoras e Ūkio bankas: Raimondas Baranauskas e Vladimir Romanov.
Nell'ottobre 2017 il Seim lituano ha adottato delle modifiche al codice di procedura penale che consentiranno di perseguire i criminali finanziari nascosti all'estero (le indagini preliminari possono ora essere svolte in contumacia nei casi in cui il sospettato provochi gravi danni e si nasconda in uno Stato estero, eviti di partecipare a un procedimento penale nello Stato estero in cui si trova, non collabori con lo Stato lituano).)
A seguito di un'indagine condotta nel marzo 2019 dai giornalisti dell'Organized Crime and Corruption Reporting Project, emerse che la banca era associata al riciclo di denaro russo.
Sulla base dei risultati di quell'indagine, il 14 marzo 2019 22 membri del Parlamento europeo hanno firmato una lettera aperta al capo della Commissione europea, Jean-Claude Juncker, chiedendo aiuto per condurre un'indagine su Troika Dialog, Ruben Vardanyan e l'ex proprietario della banca lituana Ukio Vladimir Romanov.